# Шанаев, Уари Умарович
Уари́ Ума́рович Шана́ев (осет. Санаты Уари; 1884 год, с. Брут — 15 сентября 1968 год, Орджоникидзе) — осетинский писатель, поэт и народный сказитель.

## Биография
Родился в 1884 году в крестьянской семье в селе Брут. В 1892 году в возрасте восьми лет поступил в Ставропольскую мужскую гимназию. В связи с тяжёлым материальным положением семьи был вынужден оставить своё обучение, чтобы помогать своим родным. В 1924 году из-за несчастного случае потерял зрение. Переехав в село Кобан, работал комендантом детского лагеря.
С 1926 года стал заниматься литературной деятельностью. Хорошо знал осетинский фольклор и народные легенды, которые стали центральным элементом его творчества. Писал стихотворения, восхвалявшие советскую власть.
Скончался 15 сентября 1968 года в Орджоникидзе.

## Сочинения
- Чермен, повесть, Дзауджикау, 1949.
- Таурæгътæ, повесть, Дзауджикау, 1951.
- Партизантæ, повесть, Орджоникидзе, 1957.
- Фæдæлты таурæгътæ, Орджоникидзе, 1960. На русском языке под названием «Предания старины» (1963).